# Radunia (szczyt)

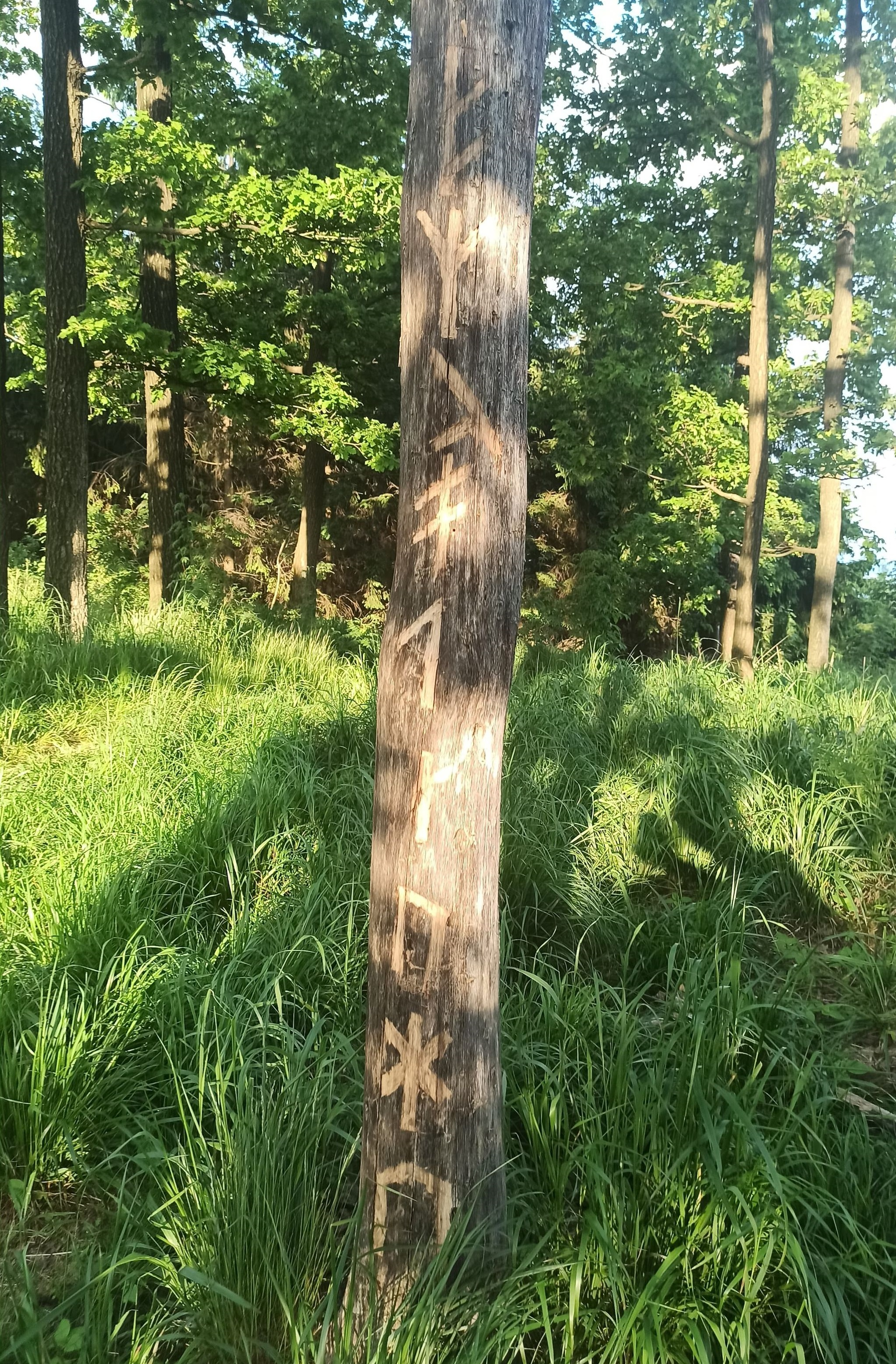
Zdjęcie przedstawia runy wyryte na drzewie na szczycie góry Radunia

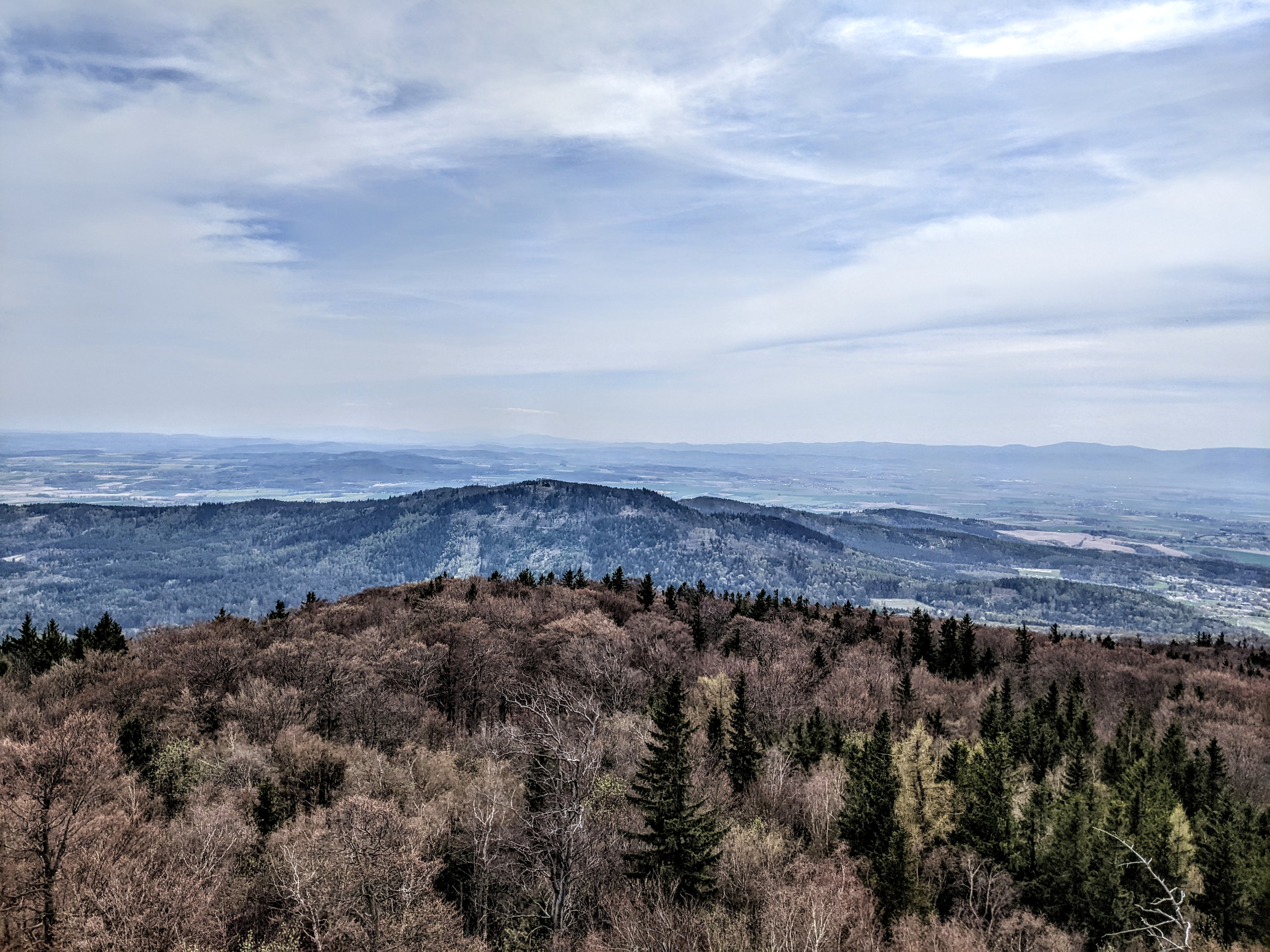
Radunia widziana ze Ślęży

Radunia (niem. Geiersberg; po wojnie nazywana Sępią Górą) – drugi wyodrębniający się szczyt w Masywie Ślęży i wznoszący się na wysokość 573 m n.p.m. Na zboczach góry na wysokości ok. 325 m n.p.m. ma swoje źródło rzeka Czarna Woda. 

## Geologia
Zbudowana jest z serpentynitu z domieszką magnetytu, który powoduje wysoką anomalię magnetyczną, szczególnie na szczytowych skałkach. Znaleziono tu ślady pobytu człowieka z neolitu (4000–1700 lat p.n.e.): kamienny toporek i fragmenty naczyń kultury pucharów lejkowatych. W kilku miejscach u podnóża Raduni wyłamywano wtedy serpentynit, służący do wyrobu narzędzi.

## Historia
Na początku epoki żelaza (400–300 lat p.n.e.) powstał na Raduni kamienny krąg kultowy, otaczający sanktuarium księżyca. Zachowane do dziś partie mają 1780 m długości, średnia szerokość 4,5 m, a wysokość do 60 cm. Na szczycie znajduje się zagłębienie, tak zwana „Kacza Kałuża”, w którym znaleziono ułamki naczyń. Poniżej bije źródło Srebrnik używane prawdopodobnie do rytualnych ablucji. W tym miejscu odkryto przedmioty wykonane z brązu. Nazwa Radunia (Radnyna) pojawia się w źródłach pisanych od XIII wieku.

## Fauna i flora
Na wierzchołku znajduje się Rezerwat przyrody Góra Radunia. Chroni on miejsca występowania rzadkich gatunków roślin przystosowanych do swoistych warunków glebowych i klimatycznych. Dużą wartością przyrodniczą odznaczają się płaty świetlistej dąbrowy oraz muraw kserotermicznych, a także stanowiska cennych elementów flory, w tym związanej z serpentynitami paproci zanokcicy klinowatej.
W 2004 na górze Radunia odkryto stanowisko bardzo rzadkiego w Polsce gatunku porostu – odnożycy pośredniej. 

## Turystyka
Na północnym stoku Raduni znajduje się przestarzały i nieużywany orczykowy wyciąg narciarski o długości 500 m. Do 2014 przez szczyt prowadził niebieski szlak turystyczny, obecnie trawersujący górę od północnego wschodu.

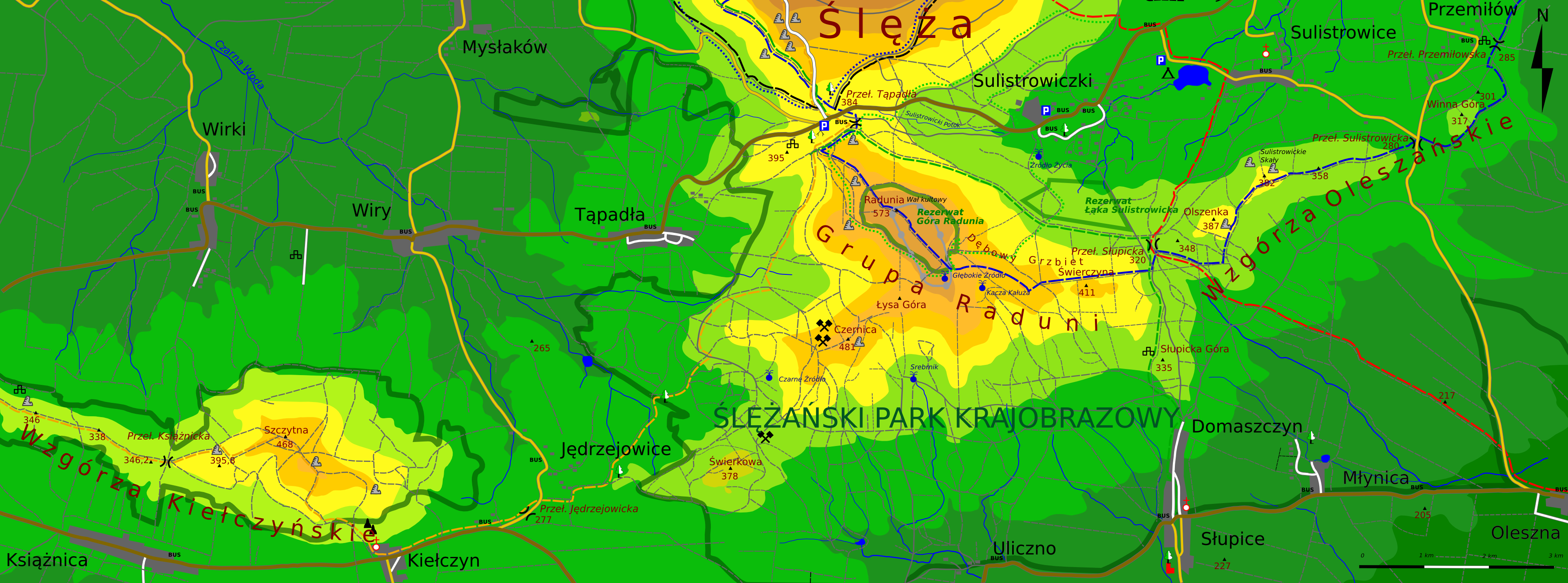
Położenie Raduni w masywie Ślęży